# Laila Freivalds
Laila Ligita Freivalds (Riga, 22 de junho de 1942) é uma diplomata e política sueca que serviu como Ministro da Justiça de 1988 a 1991 e novamente de 1994 a 2000 como Ministra dos Negócios Estrangeiros de 2003 a 2006 e Vice-primeira Ministro da Suécia em 2004.

Laila Freivalds foi severamente criticada na imprensa sueca pela forma como o governo sueco lidou com o desastre do Sismo e tsunami do Oceano Índico de 2004, e admitiu que seu ministério.
| “ | Deveria ter reagido muito mais forte no dia de Boxing Day, em vez de esperar por mais informações. | ” |